# Corporate Image
Der Begriff Corporate Image (CIg) bezeichnet das Fremdbild von einem Unternehmen oder einer Organisation, gehört jedoch nicht – auch wenn oft dazugezählt – zum Konzept der Corporate Identity, welche die Innensicht darstellt.
Während die Corporate Identity also das Selbstverständnis des Unternehmens bezeichnet, das sich unter anderem aus Corporate Behavior, Corporate Communications und Corporate Design zusammensetzt, stellt das Corporate Image das Bild und die Vorstellung vom Unternehmen dar, welche mittels der Instrumente der Corporate Identity aufgebaut und geformt werden. Es definiert das »Gesicht« des Unternehmens nach innen (Mitarbeiter) und nach außen (Öffentlichkeit/Kunden). Corporate Image in Verbindung mit Corporate Identity ist eine Strategie, die nicht zu verwechseln ist mit dem tatsächlichen Ansehen eines Unternehmens.